# Шамовський Віталій Антонович
Віталій Антонович Шамовський (нар. 30 січня 1913, місто Запоріжжя — ?) — український радянський діяч, секретар Кіровоградського і Закарпатського обласних комітетів КПУ. Кандидат філософських наук (1958).

## Життєпис
Народився в родині службовців. Батько був головним бухгалтером Запорізької контори нафтопостачання, мати — вчителькою.
З лютого по червень 1930 року працював формувальником заводу імені Енгельса тресту «Укрсільмаш» міста Запоріжжя. У серпні 1930 — квітні 1941 року — різноробочий, обрубувальник, контролер, контрольний майстер, старший контрольний майстер, начальник бюро організації праці ливарного цеху Запорізького заводу № 29 імені Баранова. Член ВКП(б) з травня 1939 року.
Одночасно, з 1935 по 1938 рік навчався в середній школі для дорослих при Запорізькому заводі № 29 імені Баранова. У 1938—1940 роках — слухач Запорізького вечірнього учительського інституту, здобув спеціальність викладача української мови та літератури.
У травні — серпні 1941 року — секретар партійного бюро ливарного цеху Запорізького заводу № 29 імені Баранова. У вересні — грудні 1941 року — секретар партійного бюро ливарного цеху заводу № 29 в місті Омську. У січні — квітні 1942 року — завідувач відділу пропаганди районного комітету ВКП(б) на заводі № 29 в місті Омську.
У травні — липні 1942 року — секретар із кадрів Кіровського районного комітету ВКП(б) міста Омська.
У серпні 1942 — вересні 1943 року — 1-й секретар Кіровського районного комітету ВКП(б) міста Омська.
2 вересня 1943 — 15 червня 1945 року — 1-й секретар Ленінського районного комітету КП(б)У міста Запоріжжя.
З травня 1945 по лютий 1946 року — слухач відділення обласних працівників Республіканської партійної школи при ЦК КП(б)У в Києві.
1 березня — 19 жовтня 1946 року — 1-й секретар Сталінського (Жовтневого) районного комітету КП(б)У міста Запоріжжя.
У вересні 1946 — вересні 1949 року — слухач Вищої партійної школи при ЦК ВКП(б) у Москві.
13 вересня 1949 — 1950 року — завідувач відділу партійних, профспілкових та комсомольських органів Запорізького обласного комітету КП(б)У.
У 1950 — жовтні 1951 року — секретар Львівського міського комітету КП(б)У з питань ідеології.
28 листопада 1951 — 2 вересня 1954 року — секретар Кіровоградського обласного комітету КП(б)У з питань ідеології.
Потім навчався в Академії суспільних наук при ЦК КПРС у Москві. У 1958 році захистив кандидатську дисертацію на тему «В.І.Ленін про основні принципи історико-філософської концепції Гегеля».
До квітня 1959 року працював в апараті ЦК КПУ.
У квітні (затв.) 1959 — 27 листопада 1963 року — секретар Закарпатського обласного комітету КПУ з питань ідеології.
Подальша доля невідома.

## Нагороди
- орден «Знак Пошани»
- ордени
- медалі